# Likovac
Likoc en albanais et Likovac en serbe latin (en serbe cyrillique : Ликовац) est une localité du Kosovo située dans la commune/municipalité de Skenderaj/Srbica et dans le district de Mitrovicë/Kosovska Mitrovica. Selon le recensement kosovar de 2011, elle compte 1 175 habitants, dont 1 714 Albanais.

## Démographie

### Évolution historique de la population dans la localité
| 1948 | 1953 | 1961 | 1971 | 1981  | 1991  | 2011  |
| ---- | ---- | ---- | ---- | ----- | ----- | ----- |
| 505  | 584  | 661  | 846  | 1 148 | 1 417 | 1 175 |

|  |